# Терновский сельский совет (Конотопский район)
Терновский сельский совет (укр. Тернівська сільська рада) — входит в состав
Конотопского района
Сумской области
Украины.
Административный центр сельского совета находится в селе Терновка
.

## Населённые пункты совета
- с. Терновка